# Longrita
Longrita is een geslacht van spinnen uit de  familie van de Trochanteriidae.

## Soorten
- Longrita arcoona Platnick, 2002
- Longrita findal Platnick, 2002
- Longrita grasspatch Platnick, 2002
- Longrita insidiosa (Simon, 1908)
- Longrita millewa Platnick, 2002
- Longrita nathan Platnick, 2002
- Longrita rastellata Platnick, 2002
- Longrita whaleback Platnick, 2002
- Longrita yuinmery Platnick, 2002
- Longrita zuytdorp Platnick, 2002